# John Golden (pirata)
John Golden (fallecido en 1694) fue un pirata y corsario jacobita activo en las aguas cercanas a Inglaterra y Francia. Su juicio fue importante para establecer la ley del Almirantazgo, diferenciar entre corsarios y piratas, y poner fin a las ambiciones navales del depuesto Jaime II .

## Biografía
El rey católico Jacobo II fue depuesto a fines de 1688 a favor de los gobernantes protestantes Guillermo III de Inglaterra y María de Inglaterra . Al retirarse a Francia, recibió comisiones de corso en concierto con el rey Luis XIV de Francia para ayudar a hostigar a las fuerzas inglesas en el mar. Golden usó una de esas comisiones con su barco el Sun Privateer para capturar la fragata inglesa James Galley a fines de 1692.  En el camino a Francia, fueron recapturados por el barco inglés Prince of Orange, luego regresaron a Inglaterra y fueron encarcelados en Marshalsea en espera de juicio.
Golden argumentó que su comisión de corsario francés a través de Jacobo II todavía era válida y que, como tal, debería ser tratado como prisionero de guerra y no juzgado como pirata. Él y su tripulación también citaron el Tratado de Limerick, que permitía a los súbditos ingleses servir militarmente a los gobernantes extranjeros. El Abogado del Almirantazgo del Rey Guillermo estuvo de acuerdo y se negó a procesarlos por piratería. Otros funcionarios no estuvieron de acuerdo y destituyeron a Oldys, reemplazándolo con Fisher Littleton, quien accedió a enjuiciar a algunos de los prisioneros como piratas, pero en su lugar juzgó a Golden y a algunos partidarios por traición. Matthew Tindall, quien luego escribió sobre el caso, apoyó la posición de Littleton. Littleton argumentó que un gobernante depuesto no tenía autoridad para comisionar corsarios y, por lo tanto, Golden y su tripulación no tenían protección legal.  El Tratado de Limerick prohibía a los súbditos ingleses servir contra Inglaterra y la Corte lo rechazó como defensa. 
Condenados por traición por hacer la guerra a los reyes de Inglaterra en nombre de un gobernante extranjero, Golden y otros dos apelaron al tribunal, argumentando que ser depuesto no privaba a Jacobo II de su autoridad como rey y expuso varios argumentos que respaldaban su reclamo de ser tratados como prisioneros de guerra. La Corte rechazó sus argumentos jacobitas: “por Ignorancia, al suponer que la Comisión actuó bajo condiciones suficientes para justificar sus Procedimientos Ilegales; siendo el Jurado dirigido por el Tribunal en cuanto a los hechos, fue declarado culpable de alta traición”.  En marzo de 1694 fueron ahorcados, descuartizados y descuartizados. Otros seis fueron declarados culpables de piratería y ahorcados, mientras que otros cuatro [lower-alpha 3] fueron absueltos y puestos en libertad. En dos años, Jaime II dejó de ofrecer comisiones de corso. 